# Eumaeus hagmanni
Eumaeus hagmanni är en fjärilsart som beskrevs av Johannes Karl Max Röber 1923. Eumaeus hagmanni ingår i släktet Eumaeus och familjen juvelvingar. Inga underarter finns listade i Catalogue of Life.